# A-27 (Spanje)
De A-27 of Autovía Tarragona-Montblanc is een opwaardering van delen van de huidige N-240 in Spanje, beheerd door de Spaanse overheid, tussen Tarragona en Lleida (beide steden in de regio Catalonië). 
De opwaardering zal hoofdzakelijk plaatsvinden door middel van de verdubbeling van de huidige N-240, behalve sommige stukken (zoals de toekomstige bypass van Valls) waar een alternatieve route gepland is.
Steden die verbonden worden doorde A-27 zijn onder andere Tarragona, Valls, Montblanc en Les Borges Blanques. In 2023 is de autoweg voltooid tot aan Montblanc.